# Rolls-Royce Power Systems
Rolls-Royce Power Systems — немецкая компания, производитель двигателей и силовых установок. Является дочерней структурой британского промышленного холдинга Rolls-Royce plc. Штаб-квартира расположена в Фридрихсхафене (Баден-Вюртемберг).

## История
Основной предшественник — компания MTU Friedrichshafen, основанная в 1909 году для производства авиадвигателей, в частности, для цеппелинов. В 1966 году компания вошла в состав концерна Daimler-Benz. В 1969 году появилась торговая марка mtu (сокращение от Motoren- und Turbinen-Union, с нем. — «моторный и турбинный союз»); под ней в Мюнхене выпускались авиационные двигатели, а в Фридрихсхафене — большие высокоскоростные дизельные двигатели. В 1974 году был открыт филиал в Сингапуре, в 1977 году — в Австралии, в 1978 году — в США. В 1994 году началось партнёрство с американским производителем двигателей Detroit Diesel; в 2000 году эта компания была поглощена концерном Daimler-Benz. В 1995 году в состав MTU Friedrichshafen вошла компания L’Orange, производитель систем впрыска, который базировался в Штутгарте. В 1996 году была запущена серия дизельных двигателей mtu S4000.
В декабре 2005 года MTU Friedrichshafen была продана за 1,6 млрд евро шведской инвестиционной группе EQT AB; сделка включала также подразделение Detroit Diesel, отвечавшие за неавтомобильные двигатели. В июле 2006 года из этих активов была создана компания Tognum. В июле 2007 года её акции были размещены на Франкфуртской фондовой бирже. В марте 2011 года Daimler и Rolls-Royce plc объявили о намерении выкупить компанию Tognum и сделать её совместным предприятием; эта операция стоимостью 3,4 млрд евро была осуществлена в июне того же года. Вскоре после этого Rolls-Royce передала в подчинение этому совместному предприятию свой норвежский филиал по производству судовых двигателей Bergen Engines. С начала 2014 года название Tognum было изъято из обращения: совместное предприятие было переименовано в Rolls-Royce Power Systems, филиал в США — в MTU America, филиал в Сингапуре — в MTU Asia. Позже в 2014 году Rolls-Royce выкупила у немецкого концерна его долю за 2,43 млрд евро, сделав Rolls-Royce Power Systems своей дочерней структурой. В конце 2021 года компания Bergen Engines была продана британской инженерной группе Langley Holdings.

## Деятельность
Компания Rolls-Royce Power Systems формирует одно из 4 подразделений холдинга Rolls-Royce. Она осуществляет разработку, производство и ремонт двигателей и силовых установок под брендом mtu. Основной продукт — дизельный двигатель mtu S4000.
Подразделения компании по состоянию на 2024 год:
- электрогенераторы — дизельные и газовые генераторы для основного и резервного питания, в частности, дата-центров, промышленных предприятий и объектов критической инфраструктуры; 49 % выручки;
- правительственные заказы — двигатели для военной техники и кораблей; 26 % выручки;
- судовые двигатели — дизельные, газовые и гибридные силовые установки для торговых судов и яхт; 10 % выручки;
- промышленные силовые установки — двигатели для промышленности и транспорта, в частности, для тепловозов и горнодобывающей промышленности; 14 % выручки;
- BESS — батарейные системы накопления энергии; 1 % выручки.

Выручка компании за 2024 год составила 4,27 млрд фунтов стерлингов (5,05 млрд евро); на Rolls-Royce Power Systems пришлось 24 % выручки всего холдинга Rolls-Royce. В компании работало 10,4 тыс. человек (четверть от всех сотрудников холдинга).